# Coppa UEFA 1991-1992
La Coppa UEFA 1991-1992 è stata la 21ª edizione dell'omonima competizione. Venne vinta dall'Ajax nella doppia finale contro il Torino per la regola dei gol in trasferta, dopo due pareggi. Con questo trofeo la squadra olandese eguagliava la Juventus, che sette anni prima (nel 1985), aveva vinto tutte le competizioni UEFA per club all'epoca esistenti.

## Formula
Sulla base del ranking UEFA 1990, la Francia ottenne un 3º posto a discapito della Romania, mentre la Bulgaria ne ottenne un 2º a discapito della Polonia.

## Date
| Fase                        | Turno            | Sorteggio       | Andata                     | Ritorno                    |
| --------------------------- | ---------------- | --------------- | -------------------------- | -------------------------- |
| Fase a eliminazione diretta | Primo turno      | 11 luglio 1991  | 17-18-19 settembre 1991    | 1-2-3 ottobre 1991         |
| Fase a eliminazione diretta | Secondo turno    | 4 ottobre 1991  | 22-23-24 ottobre 1991      | 5-6-7 novembre 1991        |
| Fase a eliminazione diretta | Ottavi di finale | 8 novembre 1991 | 27 novembre 1991           | 10-11-12 dicembre 1991     |
| Fase a eliminazione diretta | Quarti di finale |                 | 4 marzo 1992               | 18-19 marzo 1992           |
| Fase a eliminazione diretta | Semifinali       |                 | 1 aprile 1992              | 15 aprile 1992             |
| Finali                      | Finali           |                 | 29 aprile e 13 maggio 1992 | 29 aprile e 13 maggio 1992 |

## Ranking, composizione gruppi e sorteggio
Il sorteggio del primo turno si tiene giovedì 11 luglio presso l'Hotel Noga Hilton di Ginevra.Le squadre vengono divise in otto gruppi, ognuno dei quali ha due squadre teste di serie. La designazione delle teste di serie viene effettuata considerando il rapporto tra numero di punti ottenuti e partite giocate (tra parentesi la posizione nella classifica Uefa).
Il Liverpool rientra dopo la squalifica a seguito dei fatti dell'Heysel (avrebbero dovuto essere otto anni di squalifica, ma l'Uefa decide di condonare gli ultimi due anni). Nell'ottica di evitare lo scontro tra la squadra inglese ed altre grandi squadre fin dal primo turno, viene deciso di inserire il Liverpool in un girone che comprende Torpedo Mosca ed Auxerre, considerate - tra le squadre teste di serie - quelle con il minor pedigree europeo.
|    | Ranking squadre                                                                                      | Punti |
| -- | --- | ----- |
| 1  | Malines                                                                                              | 1,720 |
| 2  | Bayern Monaco                                                                                        | 1,634 |
| 3  | Ajax                                                                                                 | 1,590 |
| 4  | Real Madrid                                                                                          | 1,529 |
| 5  | Torino                                                                                               | 1,500 |
| 6  | Torpedo Mosca                                                                                        | 1,450 |
| 7  | Eintracht Francoforte                                                                                | 1,375 |
| 8  | Steaua Bucarest                                                                                      | 1,370 |
| 9  | Inter                                                                                                | 1,352 |
| 10 | Sporting Lisbona                                                                                     | 1,307 |
| 11 | Auxerre                                                                                              | 1,300 |
| 12 | Stoccarda                                                                                            | 1,272 |
| 13 | Dinamo Mosca, Amburgo, Trabzonspor                                                                   | 1,250 |
| 16 | Groningen                                                                                            | 1,187 |
| 17 | Dinamo Bucarest                                                                                      | 1,181 |
| 18 | Wacker Innsbruck                                                                                     | 1,150 |
| 19 | Neuchâtel Xamax                                                                                      | 1,142 |
| 20 | Spartak Mosca                                                                                        | 1,115 |
| 21 | Aberdeen                                                                                             | 1,071 |
| 22 | CSKA Sofia                                                                                           | 1,045 |
| 23 | Gent, B 1903, Celtic, Utrecht, Losanna, Öster, Partizan, Slovan Bratislava, Sporting Gijón, Vllaznia | 1,000 |
| 33 | Dinamo Zagabria                                                                                      | 0,833 |
| 34 | Górnik Zabrze, PAOK                                                                                  | 0,750 |
| 36 | AEK Atene                                                                                            | 0,625 |
| 37 | Boavista, Floriana, Germinal Ekeren, Ikast, Pécs, Sigma Olomouc, Slavia Sofia, Sturm Graz, Tromsø    | 0,500 |
| 46 | Kuusysi                                                                                              | 0,375 |
| 47 | diciotto squadre a pari merito                                                                       | 0,000 |

| Gruppo 1       | Gruppo 1           | Gruppo 2              | Gruppo 2           | Gruppo 3       | Gruppo 3           |
| Teste di serie | Non teste di serie | Teste di serie        | Non teste di serie | Teste di serie | Non teste di serie |
| -------------- | ------------------ | --------------------- | ------------------ | -------------- | ------------------ |
| Bayern Monaco  | Aberdeen           | Real Madrid           | Utrecht            | Torino         | Celtic             |
| Dinamo Mosca   | Losanna            | Eintracht Francoforte | Slovan Bratislava  | Stoccarda      | Öster              |
|                | B 1903             |                       | Union Luxembourg   |                | Pécs               |
| Cork City      | Cannes             | Germinal Ekeren       |                    |                |                    |
| Gent           | Salgueiros         | Lione                 |                    |                |                    |
| Vác            | Sturm Graz         | KR Reykjavík          |                    |                |                    |

| Gruppo 4       | Gruppo 4             | Gruppo 5       | Gruppo 5           | Gruppo 6        | Gruppo 6           |
| Teste di serie | Non teste di serie   | Teste di serie | Non teste di serie | Teste di serie  | Non teste di serie |
| -------------- | -------------------- | -------------- | ------------------ | --------------- | ------------------ |
| Torpedo Mosca  | Liverpool            | Ajax           | Wacker Innsbruck   | Malines         | CSKA Sofia         |
| Auxerre        | Sigma Olomouc        | Amburgo        | Spartak Mosca      | Steaua Bucarest | Sporting Gijón     |
|                | Ikast                |                | Górnik Zabrze      |                 | Partizan           |
| Kuusysi        | Tromsø               | PAOK           |                    |                 |                    |
| Hallescher     | Örebro               | Parma          |                    |                 |                    |
| Bangor         | Mikkelin Palloilijat | Anorthōsis     |                    |                 |                    |

| Gruppo 7         | Gruppo 7           | Gruppo 8       | Gruppo 8           |
| Teste di serie   | Non teste di serie | Teste di serie | Non teste di serie |
| ---------------- | ------------------ | -------------- | ------------------ |
| Sporting Lisbona | Genoa              | Inter          | Osasuna            |
| Groningen        | Dinamo Bucarest    | Trabzonspor    | Neuchâtel Xamax    |
|                  | Vllaznia           |                | Dinamo Zagabria    |
| AEK Atene        | Slavia Sofia       |                |                    |
| Real Oviedo      | Floriana           |                |                    |
| Rot-Weiß Erfurt  | Boavista           |                |                    |

## Trentaduesimi di finale
| Squadra 1             | Totale      | Squadra 2        | Andata | Ritorno         |
| --------------------- | ----------- | ---------------- | ------ | --------------- |
| Aberdeen              | 0 - 3       | B 1903           | 0 - 1  | 0 - 2           |
| Ajax                  | 4 - 0       | Örebro           | 3 - 0  | 1 - 0           |
| Anorthōsis            | 3 - 4       | Steaua Bucarest  | 1 - 2  | 2 - 2 (dts)     |
| Bangor                | 0 - 6       | Sigma Olomouc    | 0 - 3  | 0 - 3           |
| Boavista              | 2 - 1       | Inter            | 2 - 1  | 0 - 0           |
| Celtic                | 3 - 1       | Germinal Ekeren  | 2 - 0  | 1 - 1           |
| Cork City             | 1 - 3       | Bayern Monaco    | 1 - 1  | 0 - 2           |
| Dinamo Zagabria       | 3 - 4       | Trabzonspor      | 2 - 3  | 1 - 1           |
| Eintracht Francoforte | 11 - 1      | Union Luxembourg | 6 - 1  | 5 - 0           |
| Groningen             | 0 - 2       | Rot-Weiß Erfurt  | 0 - 1  | 0 - 1           |
| Ikast                 | 1 - 6       | Auxerre          | 0 - 1  | 1 - 5           |
| Wacker Innsbruck      | 3 - 2       | Tromsø           | 2 - 1  | 1 - 1           |
| Hallescher            | 2 - 4       | Torpedo Mosca    | 2 - 1  | 0 - 3           |
| Amburgo               | 4 - 1       | Górnik Zabrze    | 1 - 1  | 3 - 0           |
| Gent                  | 1 - 1       | Losanna          | 0 - 1  | 1 - 0 (4-1 dtr) |
| KR Reykjavík          | 1 - 8       | Torino           | 0 - 2  | 1 - 6           |
| Vllaznia              | 0 - 3       | AEK Atene        | 0 - 1  | 0 - 2           |
| Liverpool             | 6 - 2       | Kuusysi          | 6 - 1  | 0 - 1           |
| Mikkelin Palloilijat  | 1 - 5       | Spartak Mosca    | 0 - 2  | 1 - 3           |
| Neuchâtel Xamax       | 2 - 0       | Floriana         | 2 - 0  | 0 - 0           |
| Lione                 | 2 - 1       | Öster            | 1 - 0  | 1 - 1           |
| PAOK                  | 2 - 1       | Malines          | 1 - 1  | 1 - 0           |
| CSKA Sofia            | 1 - 1 (gfc) | Parma            | 0 - 0  | 1 - 1           |
| Slavia Sofia          | 1 - 4       | Osasuna          | 1 - 0  | 0 - 4           |
| Real Oviedo           | 2 - 3       | Genoa            | 1 - 0  | 1 - 3           |
| Salgueiros            | 1 - 1       | Cannes           | 1 - 0  | 0 - 1 (2-4 dtr) |
| Slovan Bratislava     | 2 - 3       | Real Madrid      | 1 - 2  | 1 - 1           |
| Sturm Graz            | 1 - 4       | Utrecht          | 0 - 1  | 1 - 3           |
| Sporting Lisbona      | 1 - 2       | Dinamo Bucarest  | 1 - 0  | 0 - 2 (dts)     |
| Sporting Gijón        | 2 - 2       | Partizan         | 2 - 0  | 0 - 2 (3-2 dtr) |
| Vác                   | 2 - 4       | Dinamo Mosca     | 1 - 0  | 1 - 4           |
| Stoccarda             | 6 - 3       | Pécs             | 4 - 1  | 2 - 2           |

## Sorteggio
Il sorteggio del secondo turno si tiene il 4 ottobre presso l'Hotel Noga Hilton di Ginevra. Le squadre vengono divise in quattro gruppi, ognuno dei quali ha quattro squadre teste di serie. La designazione delle teste di serie viene effettuata considerando il rapporto tra numero di punti ottenuti e partite giocate (tra parentesi la posizione nella classifica Uefa).
| Gruppo 1              | Gruppo 1           | Gruppo 2        | Gruppo 2           | Gruppo 3         | Gruppo 3           |
| Teste di serie        | Non teste di serie | Teste di serie  | Non teste di serie | Teste di serie   | Non teste di serie |
| --------------------- | ------------------ | --------------- | ------------------ | ---------------- | ------------------ |
| Bayern Monaco         | Utrecht            | Torino          | Boavista           | Torpedo Mosca    | Liverpool          |
| Real Madrid           | Cannes             | Stoccarda       | Celtic             | Steaua Bucarest  | Sigma Olomouc      |
| Eintracht Francoforte | B 1903             | Trabzonspor     | Lione              | Auxerre          | Sporting Gijón     |
| Dinamo Mosca          | Gent               | Neuchâtel Xamax | Osasuna            | Wacker Innsbruck | PAOK               |

| Gruppo 4        | Gruppo 4           |
| Teste di serie  | Non teste di serie |
| --------------- | ------------------ |
| Ajax            | Genoa              |
| Amburgo         | Rot-Weiß Erfurt    |
| Dinamo Bucarest | CSKA Sofia         |
| Spartak Mosca   | AEK Atene          |

## Sedicesimi di finale
| Squadra 1       | Totale | Squadra 2             | Andata | Ritorno |
| --------------- | ------ | --------------------- | ------ | ------- |
| Auxerre         | 2 - 3  | Liverpool             | 2 - 0  | 0 - 3   |
| Cannes          | 1 - 2  | Dinamo Mosca          | 0 - 1  | 1 - 1   |
| B 1903          | 6 - 3  | Bayern Monaco         | 6 - 2  | 0 - 1   |
| Osasuna         | 3 - 2  | Stoccarda             | 0 - 0  | 3 - 2   |
| Utrecht         | 1 - 4  | Real Madrid           | 1 - 3  | 0 - 1   |
| Rot-Weiß Erfurt | 1 - 5  | Ajax                  | 1 - 2  | 0 - 3   |
| Spartak Mosca   | 1 - 2  | AEK Atene             | 0 - 0  | 1 - 2   |
| Genoa           | 5 - 3  | Dinamo Bucarest       | 3 - 1  | 2 - 2   |
| Amburgo         | 6 - 1  | CSKA Sofia            | 2 - 0  | 4 - 1   |
| Gent            | 1 - 0  | Eintracht Francoforte | 0 - 0  | 1 - 0   |
| Neuchâtel Xamax | 5 - 2  | Celtic                | 5 - 1  | 0 - 1   |
| Lione           | 3 - 8  | Trabzonspor           | 2 - 4  | 1 - 4   |
| Paok Salonicco  | 0 - 4  | Wacker Innsbruck      | 0 - 2  | 0 - 2   |
| Sigma Olomouc   | 2 - 0  | Torpedo Mosca         | 2 - 0  | 0 - 0   |
| Sporting Gijón  | 2 - 3  | Steaua Bucarest       | 2 - 2  | 0 - 1   |
| Torino          | 2 - 0  | Boavista              | 2 - 0  | 0 - 0   |

## Sorteggio
Il sorteggio degli ottavi di finale si tiene l'otto novembre. La designazione delle teste di serie viene effettuata considerando il rapporto tra numero di punti ottenuti e partite giocate (tra parentesi la posizione nella classifica Uefa).
| Teste di serie   | Non teste di serie |
| ---------------- | ------------------ |
| Ajax             | Neuchâtel Xamax    |
| Real Madrid      | Gent               |
| Torino           | B 1903             |
| Steaua Bucarest  | AEK Atene          |
| Amburgo          | Sigma Olomouc      |
| Trabzonspor      | Osasuna            |
| Dinamo Mosca     | Genoa              |
| Wacker Innsbruck | Liverpool          |

## Ottavi di finale
| Squadra 1        | Totale | Squadra 2     | Andata | Ritorno |
| ---------------- | ------ | ------------- | ------ | ------- |
| AEK Atene        | 2 - 3  | Torino        | 2 - 2  | 0 - 1   |
| B 1903           | 2 - 1  | Trabzonspor   | 1 - 0  | 1 - 1   |
| Osasuna          | 0 - 2  | Ajax          | 0 - 1  | 0 - 1   |
| Wacker Innsbruck | 0 - 6  | Liverpool     | 0 - 2  | 0 - 4   |
| Amburgo          | 2 - 6  | Sigma Olomouc | 1 - 2  | 1 - 4   |
| Gent             | 2 - 0  | Dinamo Mosca  | 2 - 0  | 0 - 0   |
| Neuchâtel Xamax  | 1 - 4  | Real Madrid   | 1 - 0  | 0 - 4   |
| Steaua Bucarest  | 0 - 2  | Genoa         | 0 - 1  | 0 - 1   |

## Quarti di finale
| Squadra 1     | Totale | Squadra 2   | Andata | Ritorno |
| ------------- | ------ | ----------- | ------ | ------- |
| Copenaghen    | 0 - 3  | Torino      | 0 - 2  | 0 - 1   |
| Genoa         | 4 - 1  | Liverpool   | 2 - 0  | 2 - 1   |
| Gent          | 0 - 3  | Ajax        | 0 - 0  | 0 - 3   |
| Sigma Olomouc | 1 - 2  | Real Madrid | 1 - 1  | 0 - 1   |

## Semifinali
| Squadra 1   | Totale | Squadra 2 | Andata | Ritorno |
| ----------- | ------ | --------- | ------ | ------- |
| Genoa       | 3 - 4  | Ajax      | 2 - 3  | 1 - 1   |
| Real Madrid | 2 - 3  | Torino    | 2 - 1  | 0 - 2   |

## Finale
| Squadra 1 | Totale | Squadra 2 | Andata | Ritorno |
| --------- | ------ | --------- | ------ | ------- |
| Torino    | 2 - 2  | Ajax      | 2 - 2  | 0 - 0   |

### Andata
| Arbitro: | Joseph Worrall |

|                     |           |                                |
| Casagrande 65’, 85’ | Marcatori | 17’ Jonk 76’ (rig.) Pettersson |

| Torino | Ajax |

| P                  | 1  | Luca Marchegiani  |     |     |
| D                  | 2  | Pasquale Bruno    |     |     |
| D                  | 6  | Roberto Cravero   | 80’ |     |
| D                  | 5  | Silvano Benedetti |     |     |
| D                  | 4  | Enrico Annoni     |     |     |
| C                  | 10 | Martín Vázquez    |     |     |
| C                  | 11 | Giorgio Venturin  |     |     |
| C                  | 7  | Enzo Scifo        |     |     |
| C                  | 3  | Roberto Mussi     | 83’ |     |
| C                  | 8  | Gianluigi Lentini |     |     |
| A                  | 9  | Walter Casagrande |     |     |
| Sostituzioni:      |    |                   |     |     |
| P                  | 12 | Raffaele Di Fusco |     |     |
| C                  | 13 | Gianluca Sordo    |     | 83’ |
| C                  | 14 | Sandro Cois       |     |     |
| A                  | 15 | Giorgio Bresciani |     | 80’ |
| A                  | 16 | Christian Vieri   |     |     |
| Allenatore:        |    |                   |     |     |
| Emiliano Mondonico |    |                   |     |     |

| P              | 1  | Stanley Menzo      |  |     |
| D              | 2  | Danny Blind        |  |     |
| D              | 5  | Frank de Boer      |  |     |
| D              | 4  | Wim Jonk           |  |     |
| D              | 3  | Sonny Silooy       |  |     |
| C              | 6  | Aron Winter        |  |     |
| C              | 7  | John van 't Schip  |  |     |
| C              | 10 | Dennis Bergkamp    |  |     |
| C              | 8  | Michel Kreek       |  |     |
| A              | 11 | Bryan Roy          |  | 82’ |
| A              | 9  | Stefan Pettersson  |  |     |
| Sostituzioni:  |    |                    |  |     |
| P              | 12 | Edwin van der Sar  |  |     |
| C              | 14 | Marciano Vink      |  |     |
| A              | 13 | John van Loen      |  |     |
| C              | 16 | Alfons Groenendijk |  | 82’ |
| C              | 15 | Rob Alflen         |  |     |
| Allenatore:    |    |                    |  |     |
| Louis van Gaal |    |                    |  |     |

### Ritorno
| Amsterdam 13 maggio 1992 | Ajax           | 0 – 0 | Torino | Stadio Olimpico (42.000 spett.)\| Arbitro: \| Zoran Petrović \| |
| Arbitro:                 | Zoran Petrović |       |        |                                                                 |

L'Ajax vince la Coppa UEFA per la regola dei gol segnati in trasferta.
| Ajax | Torino |

| P              | 1  | Stanley Menzo      |     |     |
| D              | 2  | Danny Blind        |     |     |
| D              | 4  | Wim Jonk           |     |     |
| D              | 5  | Frank de Boer      |     |     |
| D              | 3  | Sonny Silooy       |     |     |
| C              | 6  | Aron Winter        |     |     |
| C              | 7  | John van 't Schip  |     |     |
| C              | 10 | Rob Alflen         |     |     |
| C              | 8  | Michel Kreek       | 80’ |     |
| A              | 11 | Bryan Roy          | 65’ |     |
| A              | 9  | Stefan Pettersson  |     |     |
| Sostituzioni:  |    |                    |     |     |
| P              | 12 | Edwin van der Sar  |     |     |
| C              | 14 | Marciano Vink      |     | 80’ |
| A              | 15 | John van Loen      |     | 65’ |
| C              | 16 | Alfons Groenendijk |     |     |
| A              | 17 | Dan Petersen       |     |     |
| Allenatore:    |    |                    |     |     |
| Louis van Gaal |    |                    |     |     |

| P                  | 1  | Luca Marchegiani  |  |     |
| D                  | 2  | Roberto Mussi     |  |     |
| D                  | 6  | Roberto Cravero   |  | 58’ |
| D                  | 4  | Luca Fusi         |  |     |
| D                  | 5  | Silvano Benedetti |  |     |
| C                  | 10 | Martín Vázquez    |  |     |
| C                  | 11 | Giorgio Venturin  |  |     |
| C                  | 7  | Enzo Scifo        |  | 62’ |
| C                  | 3  | Roberto Policano  |  |     |
| C                  | 8  | Gianluigi Lentini |  |     |
| A                  | 9  | Walter Casagrande |  |     |
| Sostituzioni:      |    |                   |  |     |
| P                  | 12 | Raffaele Di Fusco |  |     |
| C                  | 14 | Sandro Cois       |  |     |
| C                  | 13 | Gianluca Sordo    |  | 58’ |
| A                  | 15 | Giorgio Bresciani |  | 62’ |
| A                  | 16 | Christian Vieri   |  |     |
| Allenatore:        |    |                   |  |     |
| Emiliano Mondonico |    |                   |  |     |

## Classifica marcatori
| Gol |  |  | Giocatore               | Squadra         |
| --- |  |  | ----------------------- | --------------- |
| 9   |  |  | Dean Saunders           | Liverpool       |
| 8   |  |  | Carlos Alberto Aguilera | Genoa           |
| 6   |  |  | Walter Casagrande       | Torino          |
|     |  |  | Dennis Bergkamp         | Ajax            |
| 5   |  |  | Christoph Westerthaler  | Swarovski Tirol |
|     |  |  | Hami Mandıralı          | Trabzonspor     |
| 4   |  |  | Harald Spörl            | Amburgo         |
|     |  |  | Stefan Pettersson       | Ajax            |
|     |  |  | Hossam Hassan           | Neuchâtel Xamax |
|     |  |  | Pavel Hapal             | Sigma Olomouc   |